# 1482

## Починали
- 27 март – Мария Бургундска, херцогиня на Бургундия
- 15 май – Паоло Тосканели, флорентински учен